# Megachile nigromixta
Megachile nigromixta är en biart som beskrevs av Cockerell 1919. Megachile nigromixta ingår i släktet tapetserarbin, och familjen buksamlarbin. Inga underarter finns listade i Catalogue of Life.